# Ivor Wood
Ivor Wood', född 4 maj 1932 i Leeds, död 13 oktober 2004 i London, var en brittisk animatör med delvis franskt påbrå. Han producerade flera framgångsrika stop motion-produktioner, däribland Postis Per.